# Кіготь миротворця
«Кіготь миротворця» (англ. The Claw of the Conciliator) — науково-фентезійний роман американського письменника Джина Вулфа, вперше надрукований 1981 року. Друга книга у 4-томній серії «Книга нового Сонця». Роман продовжує розповідь про Северіана, мандрівника у Шукачів правди та покарання (гільдії мучителів), описуючи його подорожі на північ до міста Тракс.
Інше оповідання в окремій книзі. «Казка про учня та його сина», згодом було опубліковано окремо в журналі «Фентезі & Сайнс фікшн» у жовтні 1981 року.

## Сюжет
Книга продовжується незабаром після завершення попереднього роману, шлях Северіана від воріт Нессу до сусіднього міста Сальтус продовжується. Відбиввшись від решти групи, з якою він мандрував, Северіан призупиняє їх пошук тут, коли йому надається можливість попрактикувати своє мистецтво (в даному випадку катування) на двох людях. Першого звинувачували в служінні Водалу, революційному лідеру. Коли чоловіка витягнують з дому в натовп, Северіан помічає серед юрби Агію, жінку, яка зі своїм братом-близнюком раніше намагалася шахраювати, а потім вбити Северіана задля здобуття цінного плаща ката. (Северіан стратив брата на прохання місцевої влади.) Зрозумівши, що вона помічена, Агія втікає, а Северіан, все ще закоханий у неї, переслідує жінку, шукаючи її на міському ярмарку. Невзмозі знайти кохану, він опиняється біля намету, в якому знаходиться чоловік з зеленою шкірою. Зелений чоловік використовується як раб, а його господар заробляє на бідолашному гроші, стверджуючи, що раб може відповісти на будь-яке питання. На запитання Северіана про те, як той може все знати, зелений чоловік відповідає, що він з майбутнього. Зелений чоловік не знає, де можна знайти Агію, проте Северіан зжалівся над ним та дає тому частинку свого каменя, щоб нещасний міг звільнитися, перетираючи ланцюги, згадавши тим самим про свою милість до Фекла, іншого в'язня, про якого розповідалося в першій книзі з серії. Так і не знайшовши Агію, Северіан повертається до міста, де згодом страчує жінку, звинувачену у відьмовстві.
Під час вечері зі своїм другом Джонасом (якого він зустрів біля брами Нессі) того вечора, він виявляє лист, помилково вважаючи, що він від Фекли (але насправді від Агії), в якому жінка просить його зустрічі в сусідній печері. У печері Северіан натикається на групу людино-мавп, від яких йому ледь вдається втекти. Світло від Кліща (реліквія, яку випадково потрапила до нього, а раніше була власністю релігійного ордену) зупиняє напад людино-мавп, але також, здається, пробуджує таємничу істоту, яка знаходиться внизу в печері, вона є сліпою, проте добре чує оточуючі звуки. У Северіана мало часу подумати про це, коли він втече, оскільки відразу за виходом з печери на нього нападають Агія та її слуги-вбивці. Одного з нападників вбиває людино-мавпа, котрому в сутичці в печері «кат» відрізав руку. Мавпа показує рештком від руки на Сєверіана, бажаючи, щоб він з цим щось зробив, але Северіан не знає що саме. Северіан готується стратити Агію, але, все ще не в змозі зненавидіти її, вирішує відпустити жінку й повертається до Сальтуса, де його та Джонаса викрадає банда Водалуса за те, що він погодився стратити одного з її членів.
Северіан згадує Водалуса, життя якого він врятував декілька років тому, тому Водалус дозволяє Северіану вступити до нього на службу. Северіан та Джонас відвідують опівночну вечерю разом з Водалусом, де вони споживають смажене м'яко Текли, що в поєднанні з чужорідною речовиною дозволяє спогадам Фекли жити в Северіані. Отримавши завдання доставити повідомлення слузі в будинку Абсолюту, місце влади Автарха, Северіан та Джонас вирушили на північ. По дорозі на них нападає літаюча істота, яка живиться теплом та життєвою силою інших живих істот, вони рятується лише відволіканням істоту від нападу, вбиваючи солдата, який знаходиться поблизу. Северіан відчуває свою провину і, маючи сподівання на цілющі сили Кігтя, використовує його, щоб повернути солдата до життя. Потім їх захоплюють охоронці Будинку Абсолюту та кидають у передпокій, призначений для утримання в'язнів на невизначений термін. Кліщ Северіана загоює рану, яку Джонас отримав під час проведеної ночі в полоні; потім пара рятується від якогось невідомого жаху, використовуючи пароль, щоб відкрити потаємні двері — Северіан згадує фразу, використовуючи пам’ять Фекли. Йдучи коридорами Будинку Абсолюту, Джонас виявляється роботом, який колись впав на землю, а тепер частково вкритий людською плоттю, ступає в дзеркало та зникає, обіцяючи повернутися до Джоленти, коли той вилікується. Северіан губиться проте, зрештою, зустрічається з самим Автархом, якому присягає на вірність, коли йому показують портал до іншого Всесвіту.
Опинившись в садах Дому Абсолюту, Северіан возз’єднується з Доркасом, доктором Талосом та Балдандром, які готуються вкотре виконати виставу, яку вони поставили у першій книзі. Северіан знову бере участь, але п’єса перервана, коли Балдандр впадає у лють і нападає на глядачів, виявляючи, що серед них є прибульці. Гурт розсіяний, а Северіан наступного ранку знаходить їх на досить великій відстані, прямуючи на північ. Талос та Балдандр розлучаються зі Сєверіаном та Доркасом на перехресті, Северіан прямує до Фракса, а велетень та його лікар вирушають до озера Дютюрна. Офіціантка Джолента намагається змусити Талоса взяти її з собою, але він більше не має місця для неї, коли п'єси більше не потрібні, й Северіан змушений взяти її з собою. Коли вони прямують на північ, Джолента атакується «кров'яною битою» й починає хворіти. Виявлено, що вона була генетично перероблена доктором Талосом, щоб бути чудовою та бажаною, але швидко стає хворою та непривабливою. Незабаром тріо зустрічає старого фермера, який каже їм, що мандрівники повинні пройти через загадкове кам'яне місто, щоб дістатися до Тракса. Прибувши до руїн кам'яного міста, Северіан бачить, як пара відьом розпочинає подію, яка нагадує марення, на якій примарні танцюристи минулого кам'яного міста заповнюють територію та спілкуються зі слугою відьми, який насправді є лейтенантом Водалуса Гільдегріном. Книга закінчується тим, що Доркас та Северіан вийшли зі ступору в кам'яному містечку, Джолента померла, а відьми та Гільдегрін зникли.

## Нагороди
У 1981 році «Кіготь миротворця» був нагороджений премією «Локус» (як найкращий фентезійний роман) та премії «Локус» 1982 року, також був серед номінантів премій «Г'юго» та Всесвітньої премії фентезі 1982 років.

## Видання обмеженим накладом
У 2008 році невелика приватна друкарня Centipede Press видало невелику кількість примірників роману «Кіготь миротворця». Як і попередня книга, «Тінь ката», тиражстановив 100 екземплярів, кожен з якихособисто підписав Джин Вулф. Це видання також містило ілючтрації художні німецького художника Александра Преусса, стрічковий маркер, смуги на головах та хвостах та трикольорову конструкцію з тканинни. Також мав суконну обкладинку. Роздрібна ціна цього обмеженого видання становила 225 доларів. Зараз воно більшене передруковується.